# Ofensiva da Pomerânia Oriental
A Ofensiva da Pomerânia Oriental (em russo:  Восточно-Померанская наступательная операция) foi uma ofensiva do Exército Vermelho contra a Wehrmacht alemã na frente oriental durante a Segunda Guerra Mundial. Esta ofensiva aconteceu na Pomerânia e na Prússia oriental e começou em 24 de fevereiro de 1945 e só terminou em 4 de abril. A derrota alemã nesta luta possibilitou que o Exército Soviético se aproximasse mais de Berlim.